# 少女ピカレスク
『少女ピカレスク』（しょうじょピカレスク）は2018年に制作されたCS放送ファミリー劇場の会員制サービス「ファミリー劇場CLUB」にて配信のドラマ作品。『私、やりますって!』に続く「ファミリー劇場CLUB」第2弾オリジナルドラマとして制作され、2018年6月23日より特別先行上映として2週間限定で劇場公開された。配信版は8月14日より配信開始。

## 概要
「ファミリー劇場CLUB」開設を記念し制作される第2弾オリジナル配信ドラマ。監督には井口昇を抜擢し、脚本も担当する。当初はゾンビものの企画であったが、椎名ひかり主演が決まり、井口の提案によりサイコ殺人鬼ものへと設定が変更された。プロデューサーの小柳は資料として観たAbemaTV「矢口真里の火曜the NIGHT」で椎名を知り、その衝撃をそのまま映画にしたと綴っており、椎名ありきで作った作品としている。椎名にとっては演技初挑戦にして初主演作品となる。
映画版は79分。当初配信版は分割編集したうえ未公開部分がプラスされる案もあったが、映画版と「撮影4日間の記録」と題したドキュメンタリーを配信した。

## あらすじ
新人アイドルのヒカリは、自撮り生配信を行い、毎日のようにファンとコミュニケーションを続けていた。ある日、ヒカリの新曲PV撮影中、ちーちゃんと呼ばれる少女が現れて撮影を中止に追い込んでしまった。その日の配信ではちーちゃんが巻き起こしたトラブルをファンに向けて吐露したが、やがてヒカリの周辺のアイドルたちにも不幸なことが起きはじめる。

## 登場人物
ヒカリ
演 - 椎名ひかり
新人アイドル。天使のような羽を背中に背負う衣装を纏う。明るく素直な性格だが、幼少のころより父に虐待されていたため、人の温かさに内心憧れている。実は二重人格者であり、愛に飢える狂人『ちーちゃん』を内在している。
日菜子
演 - 長澤茉里奈
友達思いの優しいアイドル。ヒカリのPV撮影に参加。モデル・彩乃が好きだという共通点からヒカリと意気投合。急速に仲を深める
前田
演 - 松永天馬（アーバンギャルド）
アートユニット・テンボムのメンバー。PV監督も務め、モダンかつクラシカルでセンシティブな作品つくりに定評がある。
亜依
演 - 神門実里（ノーメイクス）
売れない金髪アイドル。自撮り生配信とライブをメインに活動している。もともと日菜子の親友で、ヒカリのPV撮影にも参加。ヒカリと日菜子の仲が深まることに嫉妬を抱く。
ユキエ
演 - 上埜すみれ（ノーメイクス）
アートユニット・テンボムのメンバー。ポリティカル・コレクトネスなクリエイティブを心がける。前田と共同で作品プロデュースをしてるように見えるが、前田もまたユキエの作品の一つである。
彩乃
演 - 武田玲奈（友情出演）
女性アイドルの多くが憧れを抱くモデル。

## スタッフ
- 監督・脚本 - 井口昇
- 企画 - 上野遼平
- プロデューサー - 小柳大侍、福井真奈
- 撮影 - 平見優子
- 照明 - 陸浦康公
- 録音 - 高島良太
- 衣装 - ヨシダミホ
- ヘアメイク - リョータ
- 特殊造型、特殊メイク - 石野大雅
- 編集 - 橋本悠平
- 整音 - 桑原秀樹
- 音響効果 - 村田桃子
- 音楽 - 福田裕彦
- アクション監督 - カラサワイサオ
- 振付 - 竹森徳芳
- VFX - 野島達司
- 助監督 - 岡秀樹
- 制作担当 - 伊東祐之
- 制作 - ワンダーヘッド
- 提供 - ファミリー劇場
- 製作・配給 - 東北新社

## 音楽

### 主題歌
- 椎名ぴかりん「確認事項：しあわせとかについて」[5]